# 제퍼슨 디스크

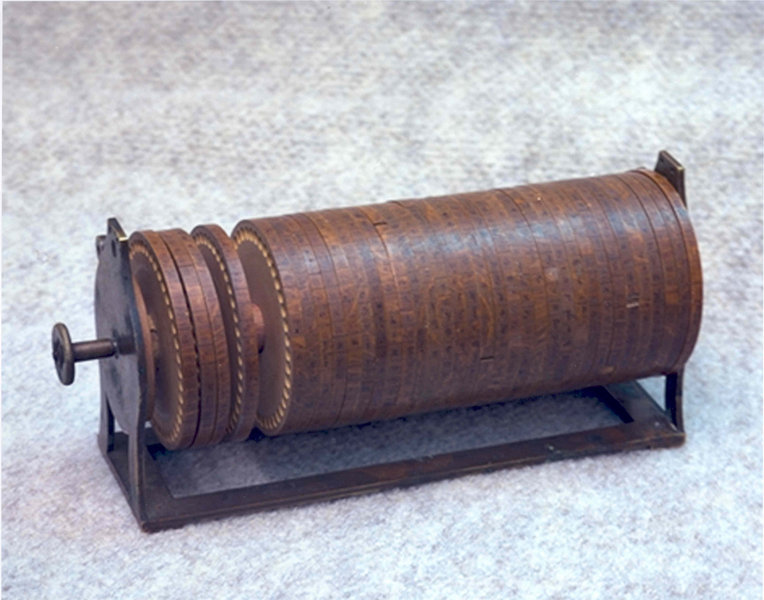
제퍼슨 디스크

1795년에, 토머스 제퍼슨은 제퍼슨 디스크(Jefferson disk)라는 암호 시스템을 만들었는데, 이 암호 시스템은 26개의 바퀴를 사용해서, 서로 다른 문자의 알파벳을 다른 것으로 치환시키는 것이다. 이 시스템은 그리 잘 알려지지 않았으나, 위대한 암호의 정복자인 Etienne Bazeries가 100년 뒤에 다시 발명하였다. 이 시스템의 두 번째 "발명"은 미 육군이 1923년부터 1942년까지 M-94라는 이름으로 쓰였다. 이 두 번째 발명은 일반적으로 비제네르 실린더라고 알려져 있다.
비제네르 실린더는 20개에서 30개의 숫자가 적힌 디스크로 구성되어 있고, 이 디스크들의 가장자리에는 서로 다른 암호 알파벳이 적혀 있으며, 이 디스크들은 축에 매어져 있다. 이 디스크들은 필요에 의해서 축에서 제거하거나, 끼워 넣을 수 있다. 디스크의 순서는 비제네르 실린더의 암호를 풀 수 있는 "열쇠"라고 할 수 있는데, 서로 앨리스와 밥이 배열을 미리 정의해 놓는다.
이 시스템은 현대의 암호해독에 대해서 대체로 안전한데, 메시지가 짧고 미리 정의해 둔 문자이면 암호해독가는 디스크 배열을 알아낼 수 없다. 그러나 메시지가 길면 영어 알파벳의 확률에 의거하여 패턴을 찾을 수 있고 이 암호체계를 깰 수 있다.

## 작동 방식
메시지를 암호화할 때 앨리스는 제퍼슨 디스크를 회전해서 평문 메시지를 만들고, 그 맞춘 디스크에서 맞는 문장을 찾을 수 있는 줄을 메시지에 넣고, 또한 그때 암호로 정할 다른 줄을 선택하게 된다. 암호를 풀 때, 밥은 그가 가지고 있는 실린더의 디스크를 암호문에 포함된 줄로 돌리게 된다. 이 줄을 설정하지 않아도 밥이 암호를 찾을수는 있지만, 밥이 간단하게 실린더에서 줄을 찾아낼 수 있기 때문에 필요하다.
이를테면 10개의 디스크로 이루어진 단순한 비제네르 디스크로 아래와 같이 보이는데 서로의 디스크는 "unwrapped"라는 줄로 이루어져 있고, 서로 숫자로 지시하고 있다.
| 1:  | < ZWAXJGDLUBVIQHKYPNTCRMOSFE < |
| 2:  | < KPBELNACZDTRXMJQOYHGVSFUWI < |
| 3:  | < BDMAIZVRNSJUWFHTEQGYXPLOCK < |
| 4:  | < RPLNDVHGFCUKTEBSXQYIZMJWAO < |
| 5:  | < IHFRLABEUOTSGJVDKCPMNZQWXY < |
| 6:  | < AMKGHIWPNYCJBFZDRUSLOQXVET < |
| 7:  | < GWTHSPYBXIZULVKMRAFDCEONJQ < |
| 8:  | < NOZUTWDCVRJLXKISEFAPMYGHBQ < |
| 9:  | < XPLTDSRFHENYVUBMCQWAOIKZGJ < |
| 10: | < UDNAJFBOWTGVRSCZQKELMXYIHP < |

이제 "열쇠"를 가정하고, 비제네르 디스크의 나열은 이렇게 된다:
7,9,5,10,1,6,3,8,2,4
- 그리고 앨리스는 "RETREATNOW"를 밥에게 보내고 싶을 때, 앨리스는 디스크를 다시 배열하고, 열쇠에 의거해서 디스크를 돌려 평문을 넣게 되는데, 이 과정은 밑에 나타나 있고 밑에 암호문은 공간으로 띄어서 강조해 놓았다:
| 7:  | < R AFDCE O NJQGWTHSPYBXIZULVKM < |
| 9:  | < E NYVUB M CQWAOIKZGJXPLTDSRFH < |
| 5:  | < T SGJVD K CPMNZQWXYIHFRLABEUO < |
| 10: | < R SCZQK E LMXYIHPUDNAJFBOWTGV < |
| 1:  | < E ZWAXJ G DLUBVIQHKYPNTCRMOSF < |
| 6:  | < A MKGHI W PNYCJBFZDRUSLOQXVET < |
| 3:  | < T EQGYX P LOCKBDMAIZVRNSJUWFH < |
| 8:  | < N OZUTW D CVRJLXKISEFAPMYGHBQ < |
| 2:  | < O YHGVS F UWIKPBELNACZDTRXMJQ < |
| 4:  | < W AORPL N DVHGFCUKTEBSXQYIZMJ < |

그녀는 6개의 실린더를 돌려서 평문을 암호로 바꾼다. 이 암호문은 위쪽에 띄어져 있고, 띄어진 것을 보내게 된다.
OMKEGWPDFN
밥은 암호문을 받고 그는 디스크를 키 배열에 의해서 고치게 되고, 암호문대로 디스크를 돌리고, 그는 암호문의 6줄 밑에서 평문을 발견하게 된다.

## 군사 암호기계의 기초
비제네르 실린더는 미국의 "M-94" 암호장비의 기초가 되었는데, M-94는 1922년에 소개가 되었고, 파커 히트가 이끌어 내었다. 1914년에 히트는 비제네르 장치를 실험했고, 나무를 이용해서 최초의 시험판을 제조하게 되는데, 이 기계는 암호 알파벳 두개가 연속적으로 옆에 나타나게 되고, 다른 디스크는 나무로 만들었다. 그는 Signal Corp 회사의 상사에게 이 결과를 보내게 되었고, 1917년 Joseph Mauborgne가 정교하게 제작해 내어서 M-94가 세상에 나오게 되었다.
M-94는 축에 끼어진 25개의 돌아가는 알루미늄 디스크로 이루어져 있었다. M-94는 제2차 세계 대전초기에 미 육군과, 해안 경비대, 그리고 연방 통신 위원회의 무선 정보부에 이용되었다. 미 육군은 히트의 처음 설계를 좀 더 손봐서 "M-138-A"를 만들게 되었는데, 이 기계는 1930년대에 처음 소개가 되었고, 미 해군과 미 정부가 제2차 세계 대전에 이용하게 되었다. M-138-A는 100개의 스트립이 있고, 30개의 암호 형식을 이용하수 있었다. M-138-A는 미 정부의 최고 보안을 담당했고, 전쟁을 겪는 기간 동안 우스꽝스런 불안정한 코드를 사용한 표준 상용 전보 코드는 가차없이 해독되었다.

## 같이 보기
- 비즈네르 암호